# Harald G. Wallbott
Harald G. Wallbott (* 7. Februar 1952 in Gießen; † 1. April 2003 in Salzburg) war ein deutsch-österreichischer Sozialpsychologe und ordentlicher Universitäts-Professor an der Universität Salzburg.

## Leben
Er promovierte und habilitierte sich an der Universität Gießen. Das Thema seiner Dissertation lautete „Bewegungsstil und Bewegungsqualität“; hierbei beschäftigte er sich mit der Bedeutung der Gestik für die interpersonale Kommunikation. In seinem Buch „Mimik im Kontext“ untersuchte er die Kontextabhängigkeit von Mimik-Beurteilungen. In Gießen lehrte er bereits das Gebiet Sozialpsychologie. 1994 wurde Wallbott an die Universität Salzburg berufen und wurde dort Leiter der Abteilung Sozial- und Organisationspsychologie im Institut für Psychologie sowie Vorstand des Forschungsinstituts für Organisationsverhalten der Universität Salzburg. 2003 verstarb er unerwartet an einem Herzinfarkt und einer bis dahin nicht diagnostizierten Krebserkrankung.

## Werk
In der akademischen Lehre vertrat er neben dem Gebiet der Sozialpsychologie auch die Emotionspsychologie sowie mehrere Bereiche der Angewandten Psychologie. In der Forschung beschäftigte es sich mit dem nonverbalen Verhalten und seiner Bedeutung für die interpersonale Wahrnehmung und die Medienkommunikation. Eines seiner Verdienste war die Entwicklung von computergestützten Techniken zur Präsentation und experimentellen Manipulation des Ausdrucksverhaltens. 1987 organisierte er an der Universität Salzburg den Kongress „Facial Expression – Measurement and Meaning“; dabei setzte er auch das Internet ein, um nicht anwesende Forschende an der Tagung teilnehmen zu lassen. Auch realisierte er kulturvergleichende Studien zum Erleben von Emotionen. Zudem war er aktives Mitglied in der „European Association of Experimental Social Psychology“ sowie der „International Society for Research on Emotion“ und Herausgeber deutscher und internationaler wissenschaftlicher Zeitschriften.

## Publikationen
Monographien
- Mimik im Kontext: Die Bedeutung verschiedener Informationskomponenten für das Erkennen von Emotionen. Hogrefe Verlag, Göttingen 1990, ISBN 978-3-8017-0370-7.
- Bewegungsstil und Bewegungsqualität: Untersuchungen zum Ausdruck und Eindruck gestischen Verhaltens im Zusammenhang mit psychopathologischen Störungen. Beltz, Weinheim 1982, ISBN 978-3-407-58179-2.
- gem. m. Klaus R. Scherer und Angela B. Summerfield: Experiencing Emotion: a cross-cultural study. Cambridge University Press, Cambridge 2010, ISBN 978-0-521-15501-4.
- gem. m. Klaus R. Scherer und Günther Bergmann: Die Stressreaktion: Physiologie und Verhalten.  Hogrefe Verlag, Göttingen 1985, ISBN 978-3-8017-0220-5.

Herausgeberwerke
- gem. m. Klaus R. Scherer: Nonverbale Kommunikation: Forschungsberichte zum Interaktionsverhalten.  Beltz, Weinheim 1979, ISBN 3-407-51140-X.